# Vävnadsfaktor
Vävnadsfaktor (Faktor III) deltar i blodkoagulering genom att binda och aktivera Faktor VII och startar därmed koagulationen i det externa systemet. Vävnadsfaktor finns i alla kroppens vävnader, framför allt i hjärna och lungor. Molekylvikten är 200 000 till 300 000.